# Nati nel 1268
| Questa pagina contiene informazioni ricavate automaticamente dalle voci biografiche con l'ausilio del template Bio e di un bot. L'aggiornamento è periodico e automatico e ricostruisce completamente la pagina. Se manca una persona in questa lista, sei pregato di non aggiungerla, ma accertati piuttosto che la sua voce biografica contenga il template Bio e che i dati anagrafici siano correttamente compilati. Se il template Bio manca, inseriscilo tu stesso o, in alternativa, metti l'avviso {{tmp\|Bio}} che ne segnala la mancanza. Se i dati riportati sono sbagliati, correggi direttamente la voce biografica; le modifiche saranno visibili in questa lista entro pochi giorni. Per chiarimenti vedi il progetto biografie. La lista contiene solo le 10 persone che sono citate nell'enciclopedia e per le quali è stato implementato correttamente il template Bio. Pagina aggiornata al 18 apr 2025. |

- Alessandro Bonino, teologo e religioso italiano († 1314)
- Chiara da Montefalco, religiosa italiana († 1308)
- Eirik II di Norvegia, sovrano norvegese († 1299)
- Beatrice d'Este, nobildonna italiana († 1334)
- Filippo IV di Francia, re francese († 1314)
- Luigi I Gonzaga, condottiero italiano († 1360)
- Keizan Jōkin, monaco buddhista e maestro zen giapponese († 1325)
- Mahaut d'Artois, contessa († 1329)
- Andrea di Antiochia, religioso normanno († 1360)
- Andrea di Slavonia, nobile ungherese